# روش بينا
روش بينا (بالعبرية: רֹאשׁ פִּנָּה‏) مستعمرة صهيونية تقع جنوبي شرقي صفد. وكانت أُنشئت في سنة 1948 على أراض عربية (على ارض قرية الجاعونة) محتلة من قبل الصهاينة وبعد أن أخفقت هذه المستعمرة في البقاء أول مرة، أعيد إنشاؤها في سنة 1982. وعلى الرغم من أن عدد السكان فيها كان أقل من 400 نسمة في بداية سنة 1948، فقد بلغ عددهم 1,480 نسمة في سنة 1953، وكان معظمهم من المهاجرين المحتلين؛ وبذلك تمددت المستعمرة إلى أبعد من الرقعة التي سرقها الصهاينة من اصحابها الأصليون واجبروهم على مغادرتها تحت تهديد السلاح ، لتحتل الأراضي التي كانت تابعة للجاعونة. في عام 2008 بلغ عدد سكانها 2,800.

## التاريخ
حوالي عام 1878، اشترى إليعازر روكح مع بعض أصدقاء له من اليشوب القديم وهم من عائلات يهودية أشكنازية من المستوطنة القديمة في صفد، أغلبهم ولدوا في فلسطين، وبعضهم من الجيل الثالث بالفعل، أو أولئك الذين جاءوا إلى إسرائيل في سن مبكرة جدًا، جزءاً من أراضي قرية الجاعونة يبلغ حوالي 2500 دونم من فلاحين دروز من أجل تمويل هجرتهم إلى حوران. وكانت العلاقات الطبيعية تسود بين العرب واليهود.
بذات العام استقروا بها وعاشوا بين العرب خوفًا من عدم قدرتهم على مواجهة غارات البدو بمفردهم، وكانت بيوتهم شبيهة ببيوت العرب. وأطلقوا على مستوطنتهم اسم جي أوني ("وادي قوتي") كتعديل عبري للاسم العربي.
أنشأت المستوطنة قبل أسابيع قليلة من إنشاء مستوطنة بتاح تكفا، وبالتالي فهي أول مستوطنة يهودية تأسست على أرض فلسطين في الفترة الحديثة. كان هدف المستوطنين هو تغيير أسلوب حياتهم المعتمد على الهالوكا أي استرزاق من توزيع للأموال الخيرية على السكان اليهود، إلى كسب العيش من خلال العمل في الأرض. 
وبعد عام واحد من الحصاد الجيد. سرعان ما واجهت المستوطنين صعوبات كبيرة كالجفاف والجوع والأمراض (بما في ذلك تلك التي قضت على الماشية)، ونقص الخبرة الزراعية المهنية ونقص الأموال، ما أجبر العرب على رهن أراضيهم لمقرضي المال ،ولكن اليهود لم يرغبوا في فعل الشيء نفسه وغادروا المكان. ولم يتم الرد على نداءاتهم اليائسة للحصول على مساعدة مالية تسمح لهم باجتياز فترة الفترة الأولى. حتى النداءات العامة للمساعدة، مثل البيان الذي وقعته 30 أسرة من مؤسسي جاي أوني، والمدعوم بتوقيع محكمة صفد برئاسة الحاخام شموئيل هيلر، والذي نُشر في الصحافة العبرية آنذاك، دون جدوى. وقد قوبلوا باللامبالاة من جانب الجمهور اليهودي ومؤسساته، حتى من أولئك الذين بشروا بالإنتاجية من خارج فلسطين. ورغم  تلقيهم المساعدة من سكان القرى العربية، وعامين من محاولات الإنعاش الفاشلة لم تترك سوى ثلاث عائلات هم فريدمان وكيلر وشوارتز رغم من كل مصاعب الحمى والجفاف في المستعمرة.  أما الغالبية، فقد عادت محبطة إلى صفد، حيث تلقوا معاملة عدائية من السكان في أعقاب الصراع الأيديولوجي المرير الذي اندلع بين من كانوا  رافضين للمستوطنة مفضلين البقاء في صفد واترزاق من أموال الهالوكا وأولئك العائدين الذين كانوا يرفضونها لينشئوا مستوطنة زراعية تعيش على منتجاتها. 
ذهب إلعزار روكح إلى المجتمعات اليهودية في رومانيا والإمبراطورية الروسية لمحاولة جمع الأموال والمستوطنين الجدد للعمل في الأرض. وصل إلى مؤتمر بوششان، وتحدث هناك ونشر كلماته في الصحف الصهيونية في رومانيا، وبعد ذلك باع مستوطنوا جاي أوني أراضيهم لمجموعة مستوطنين جدد وصلوا من موينشيت في رومانيا وأنشأوا نسخة متجددة من المستعمرة، وغيروا اسمها إلى "روش بينا"
ولكن عدد سكانها اليهود كان قليل جداً ولم يتجاوز 400 نسمة سنة 1948 عند قيام دولة اسرائيل، هذا بالرغم من المساعدات المالية التي قدمها البارون روتشيلد لهم من اجل البناء وشراء الاجهزة الزراعية وغيرها، اما اليوم فعدد سكانها ثلاثة الاف نسمة كلهم من اليهود.
اما عدد السكان العرب في السنة نفسها أي قبل التهجير فكان، 1334 نسمة تم تهجيرهم في شهر ايار سنة  1948 وبقي بعض السكان العرب في الجاعونة بعد الاحتلال، لقد  تم طردهم ونقلهم بالشاحنات التابعة للجيش الاسرائيلي في منتصف ليل 5 حزيران سنة 1949.

## معرض الصور

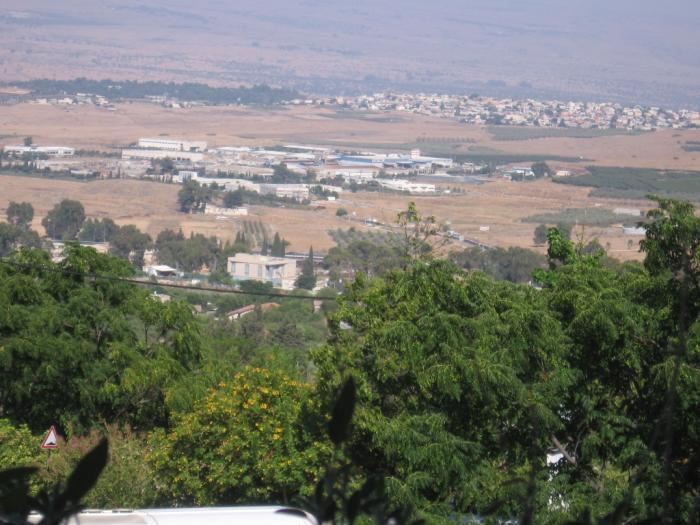
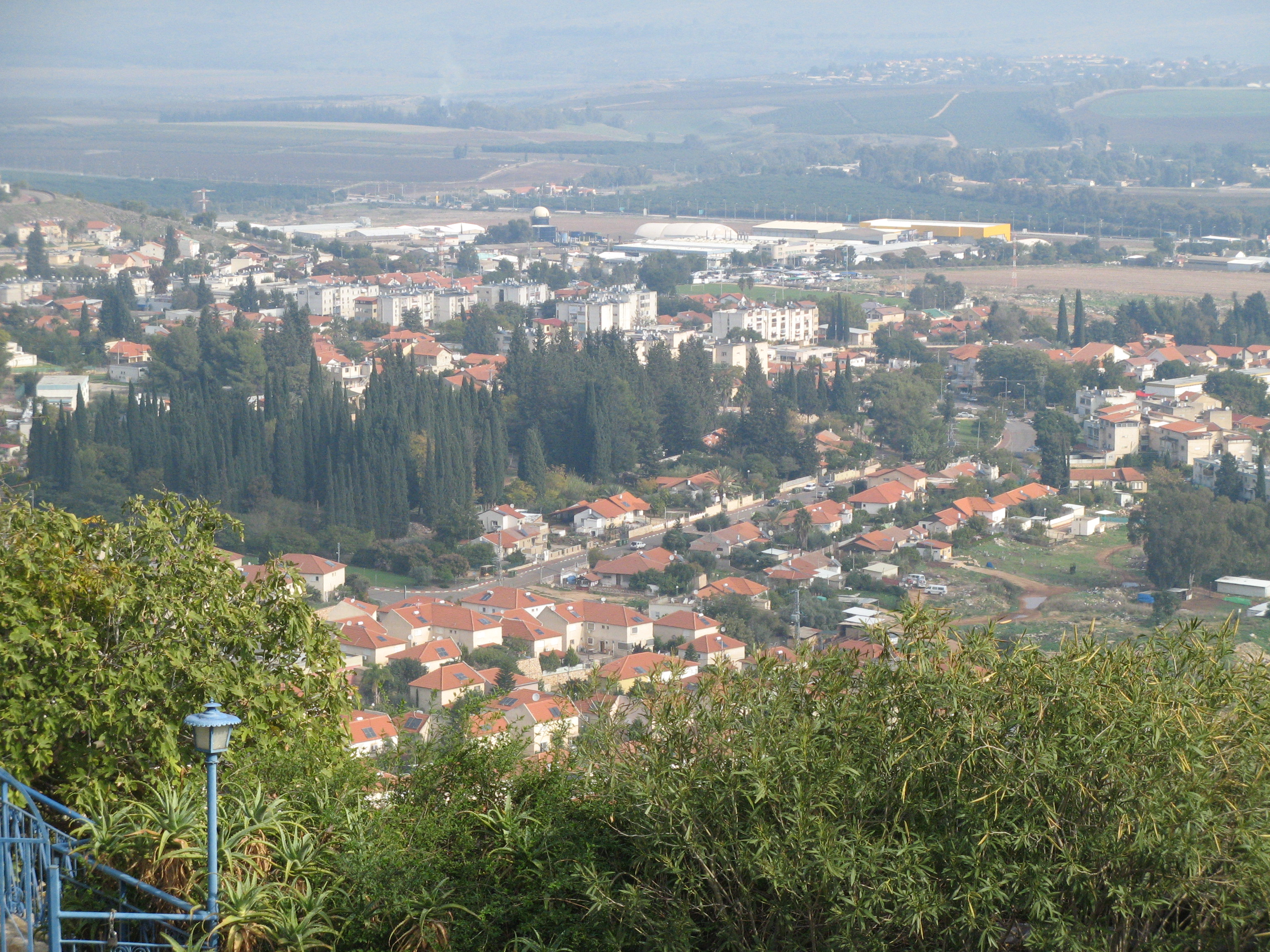
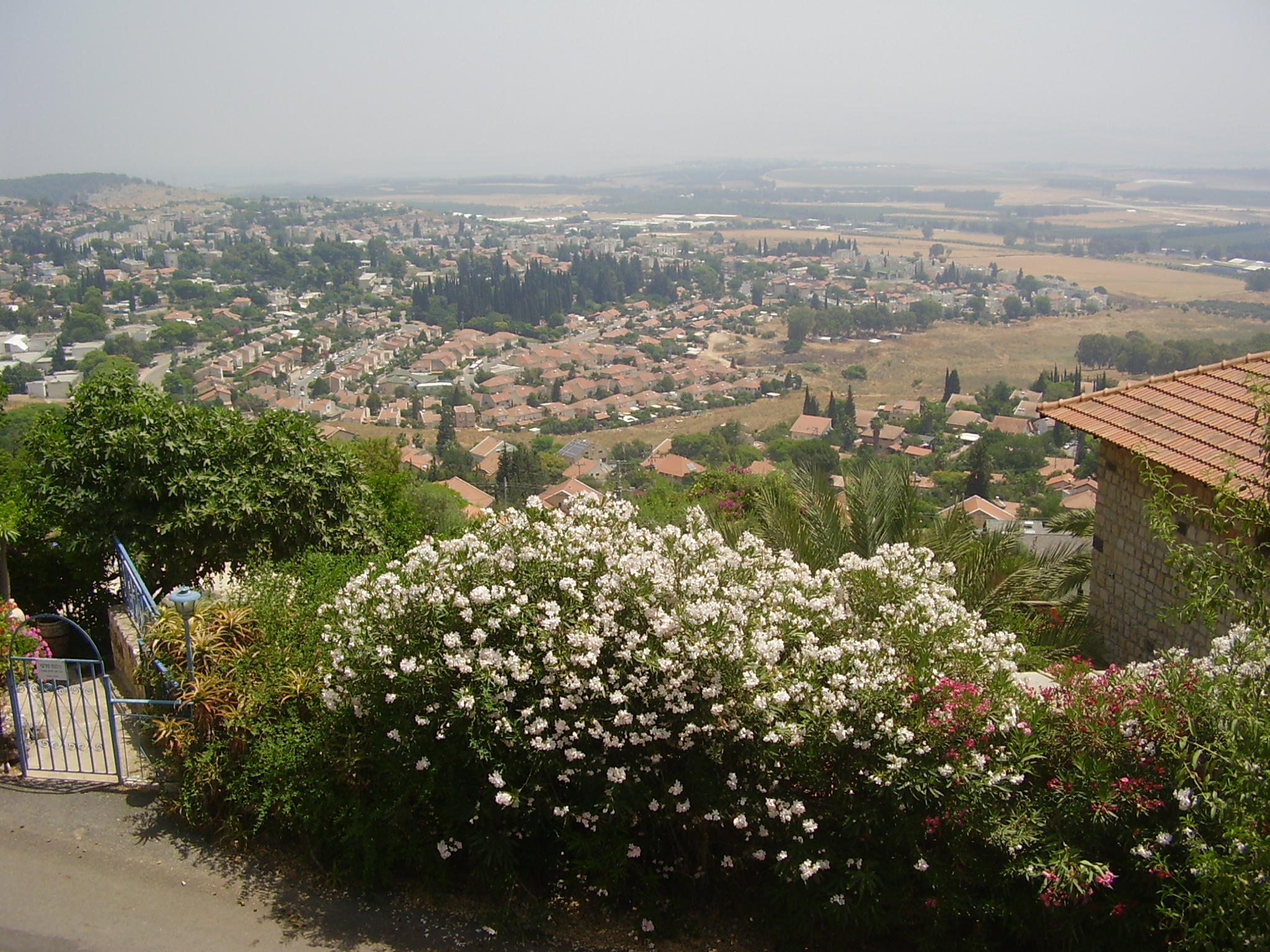
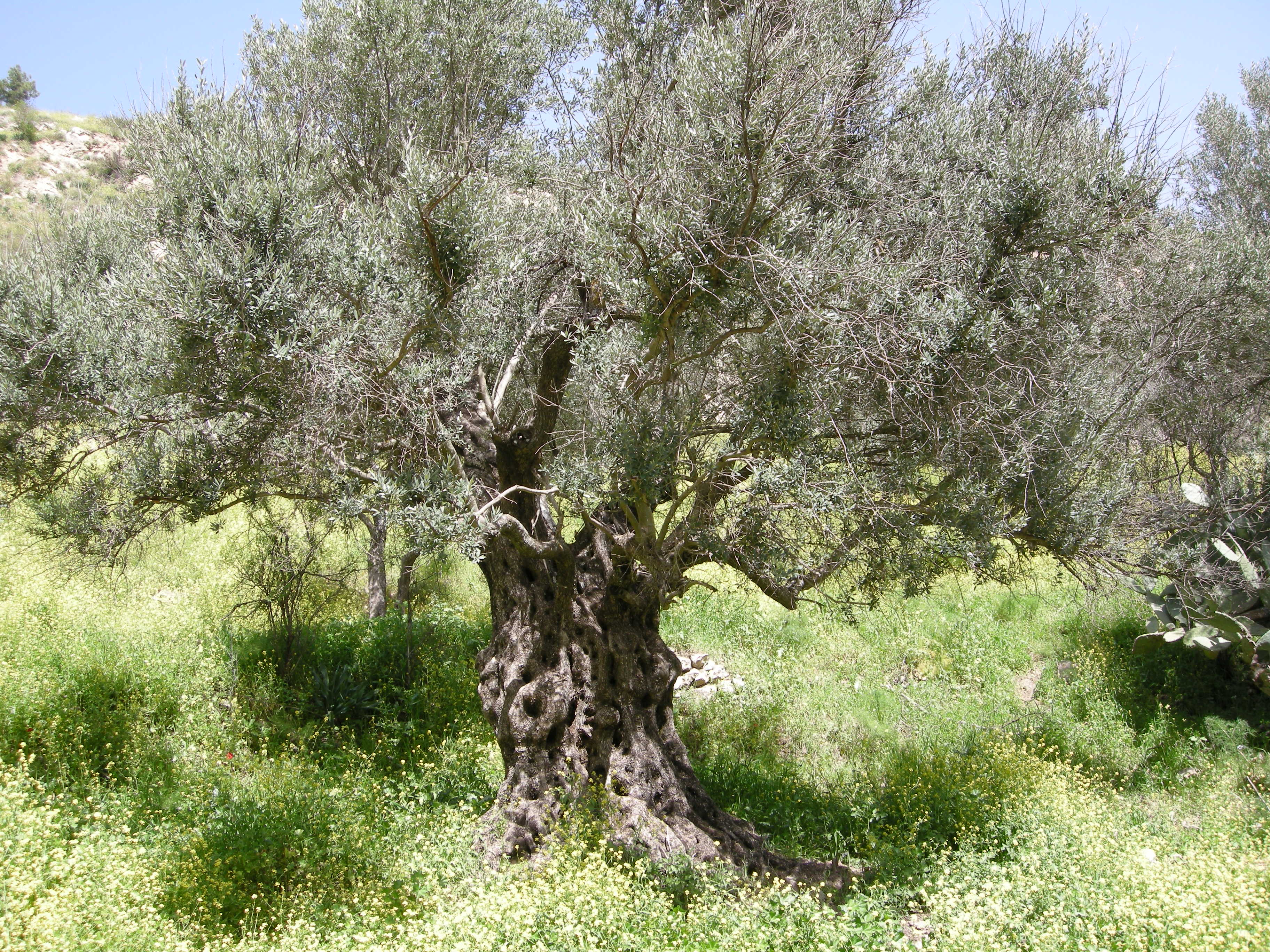
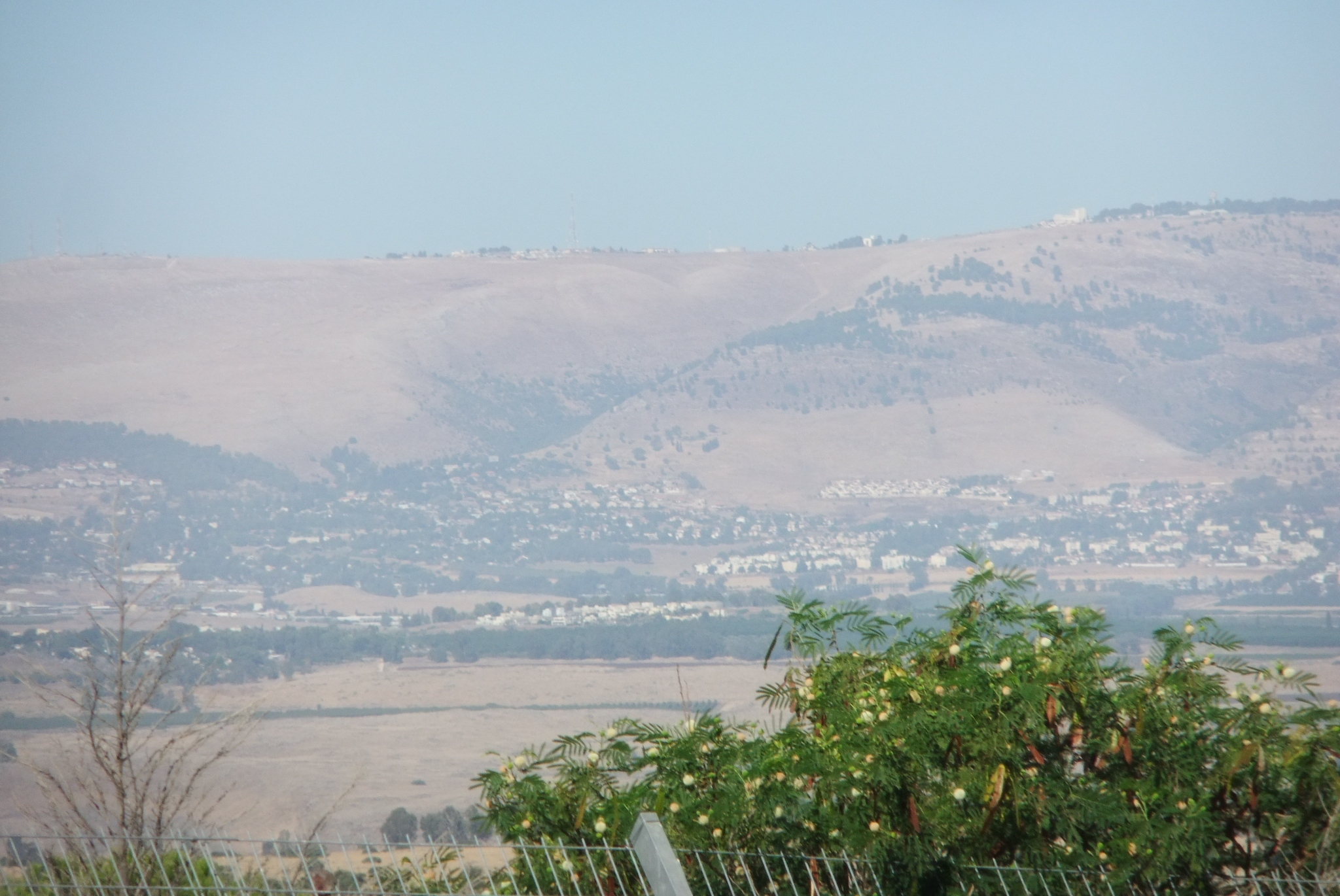
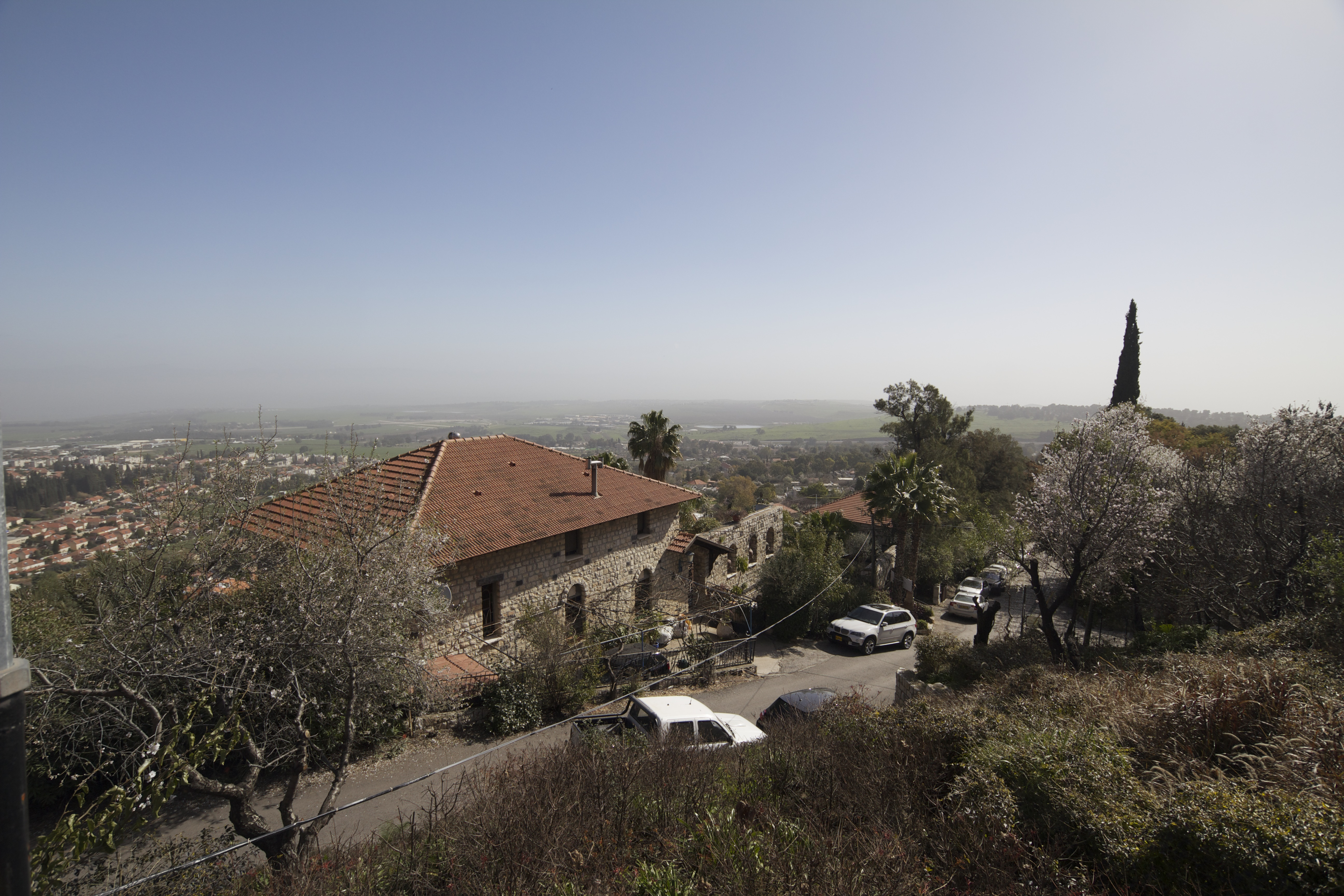
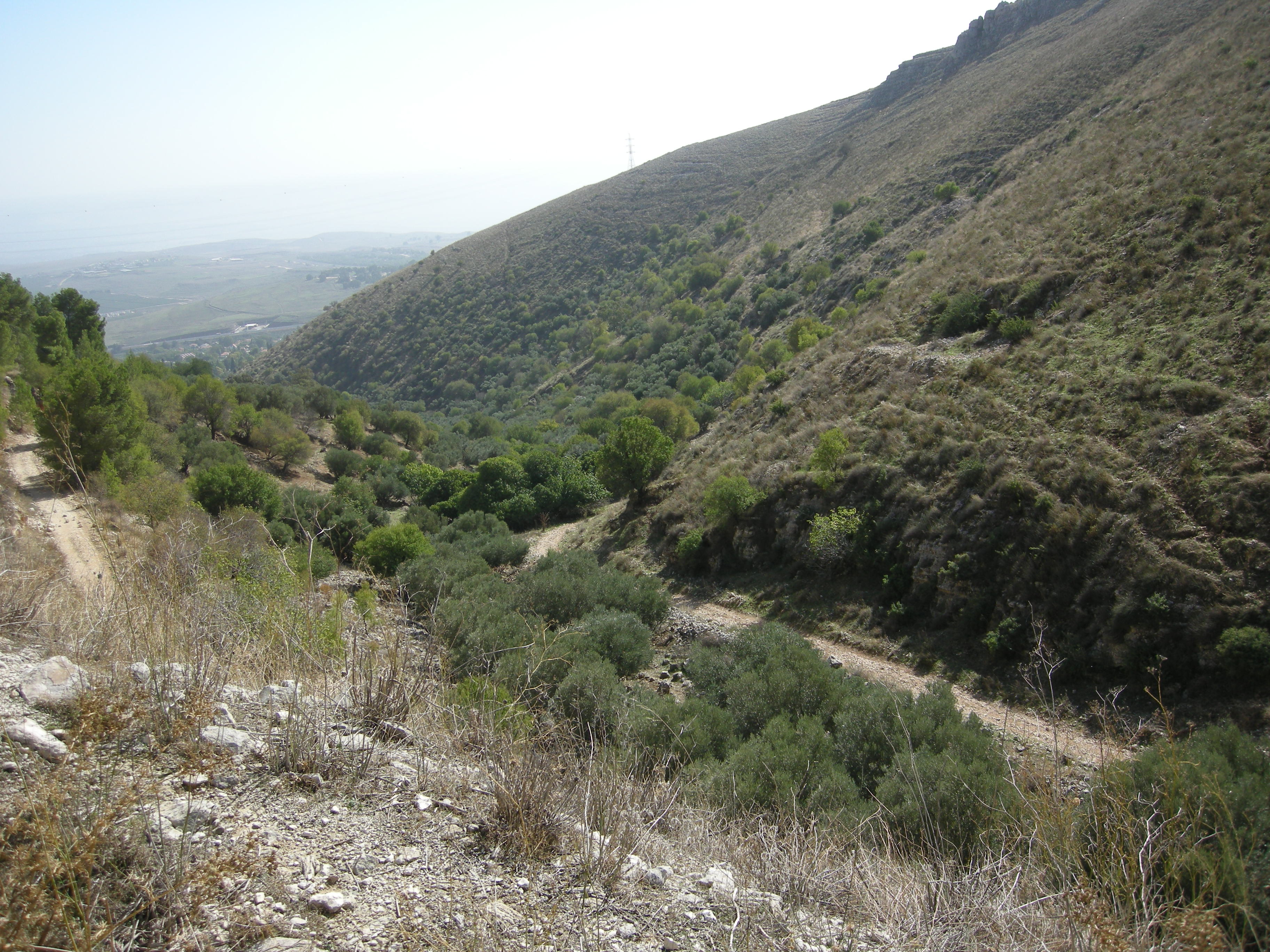
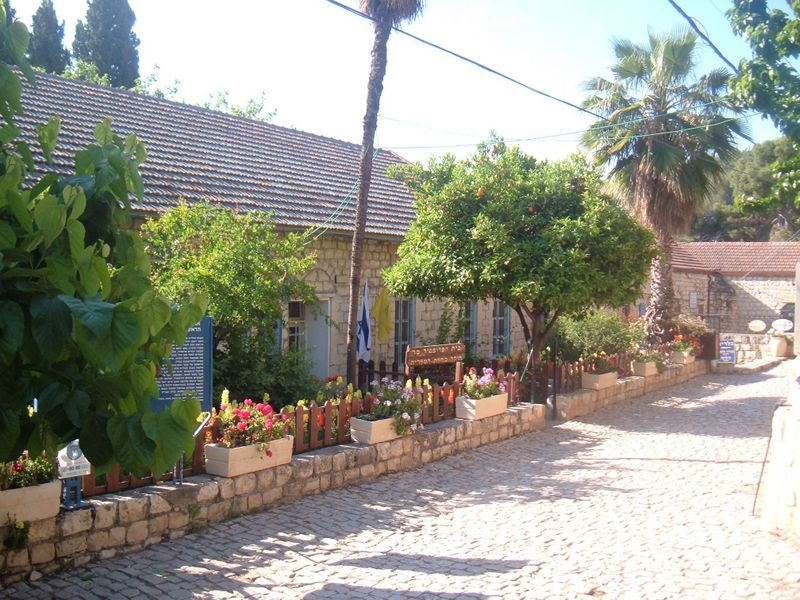
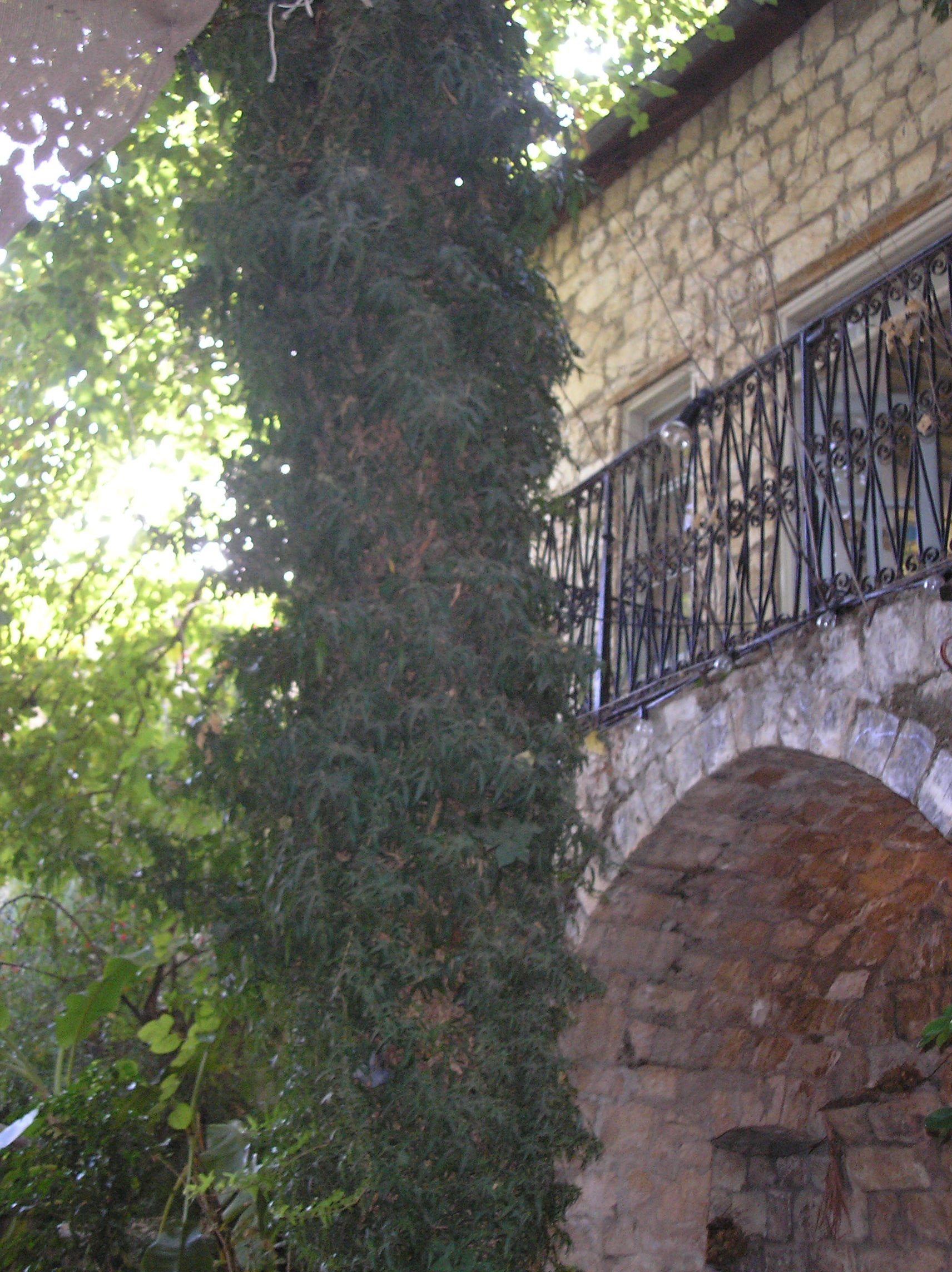

## أهم المنشآت
- مطار روش بينا